# Тихоголос каракаський
Тихоголос каракаський (Arremon phaeopleurus) — вид горобцеподібних птахів родини Passerellidae. Ендемік Венесуели.

## Таксономія
Каракаський тихоголос раніше вважався підвидом строкатоголового заросляка (A. torquatus), однак в 2010 році був визнаний Південноамериканський класифікаціний комітет окремим видом, разом з низкою інших підвидів Arremon torquatus.

## Поширення і екологія
Каракаський тихоголос мешкає на узліссях і в підліску вологих гірських тропічних лісів Прибережного гірського хребта, що знаходиться на півночі Венесуели, в штатах Карабобо, Арагуа і Міранда. Живе на висоті до 3300 м над рівнем моря.